# Mohamed Abdel Wahed
Mohamed Abdel Wahed (Caïro, 19 januari 1981) is een Egyptische voetballer die bij voorkeur als middenvelder speelt. Hij verruilde in juli 2014 Wadi Degla FC voor Al Moqaouloun al-Arab.
Wahed begon zijn voetbalcarrière bij Tersana Sporting Club in zijn geboorteland. In 2001, op 20-jarige leeftijd, haalde hij een bronzen medaille met Egypte op het Wereldkampioenschap voetbal onder 20. Het leverde hem een transfer naar de Egyptische topclub Al-Zamalek op. Daarmee kon hij meteen een prijs pakken, de Egyptische Super Cup werd binnen gehaald na een 2-1-overwinning tegen Ghazl El-Mehalla. Er zouden nog acht prijzen volgen, waaronder de CAF Champions League in 2002. Maar zijn laatste seizoen bij Al-Zamalek kwam Wahed niet veel meer aan spelen toe. In 2005 vertrok de middenvelder naar Ismailia SC. Daar zou hij anderhalf blijven alvorens het in Europa te proberen.
In januari 2008 kwam de intussen 26-jarige Wahed bij het Belgische K. Lierse SK terecht. Aanvankelijk had Wahed moeilijkheden om zich aan het fysieke voetbal aan te passen. Maar in het seizoen 2008-2009 bleek hij erg belangrijk voor Lierse met 15 doelpunten in 40 wedstrijden.
In 2001 werd Wahed door de krant Akhbar El-Yom beschouwd als "Grootste Egyptische Rijzende Ster", een prestigieuze prijs in eigen land.

## Statistieken
| Seizoen | Club                  | Competitie         | Weds | goals |
| ------- | --------------------- | ------------------ | ---- | ----- |
| 2001-05 | Al-Zamalek            | Premier League     | 75   | 10    |
| 2005-07 | Ismailia SC           | Premier League     | 16   | 2     |
| 2007/08 | K. Lierse SK          | Exqi League        | 12   | 0     |
| 2008/09 | K. Lierse SK          | Exqi League        | 30   | 12    |
| 2009/10 | K. Lierse SK          | Exqi League        | 29   | 11    |
| 2010/11 | K. Lierse SK          | Jupiler Pro League | 14   | 1     |
| 2011/12 | Wadi Degla FC         | Premier League     | 12   | 0     |
| 2012/13 | Wadi Degla FC         | Premier League     | ..   | ..    |
| 2012/13 | → K. Lierse SK        | Jupiler Pro League | ..   | ..    |
| 2012/13 | → KV Turnhout         | Derde klasse       | ..   | ..    |
| 2013/14 | Ghazl El Mahalla SC   | Premier League     | ..   | ..    |
| 2013/14 | Wadi Degla FC         | Premier League     | 17   | 4     |
| 2014/15 | Al Moqaouloun al-Arab | Premier League     | 25   | 2     |
| Totaal  | Totaal                | Totaal             | ...  | ...   |